# Acanthagrion speculum
Acanthagrion speculum là một loài chuồn chuồn kim trong họ Coenagrionidae.
Loài này được xếp vào nhóm lLoài ít quan tâm trong sách Đỏ của IUCN năm 2007. De trend van de populatie is volgens de IUCN stabiel
Acanthagrion speculum được miêu tả khoa học năm 1985 bởi Garrison.